# Lasonóżek
Lasonóżek (łac. Misis) – jedna z form larwalnych skorupiaków. Jest ona podobna do formy dorosłej, od której różni się jedynie brakiem układu rozrodczego.